# Ascendancy (album)
Ascendancy è il secondo album in studio del gruppo musicale statunitense Trivium, pubblicato il 15 marzo 2005 dalla Roadrunner Records.

## Descrizione
Si tratta del primo album del gruppo con il chitarrista Corey Beaulieu e il bassista Paolo Gregoletto, ed è stato prodotto dal cantante e chitarrista Matt Heafy e Jason Suecof, fondatore del gruppo death metal Capharnaum, per il quale lo stesso Heafy ha prestato la sua voce per il loro secondo album Fractured, del 2004.
Il brano Like Light to the Flies fece il suo debutto già durante l'Headbangers Ball su MTV2 il 25 settembre 2004 nella sua versione demo con il neoentrato Beaulieu alla chitarra, e ne venne realizzato un video musicale diretto da Dale Resteghini. Successivamente la versione definitiva riregistrata con Gregoletto al basso, dopo l'uscita di Brent Young dalla formazione, venne pubblicata come singolo di debutto in anticipazione all'uscita di Ascendancy. Vennero incluse anche le versioni riregistrate dei demo The Deceived e Blinding Tears Will Break the Skies, già incluse nella riedizione del 2004 di Ember to Inferno.
La musica dell'album è stata descritta come un mix di metalcore moderno e thrash metal, con profonde influenze melodic death metal.
Matt Heafy, autore di tutti i testi dei brani, dichiarò che la scrittura degli stessi fu influenzata dai problemi personali e dall'insicurezza scaturiti dal dover uscire dall'imbarazzo e dal suo essere taciturno per riuscire a stare in una band nell'industria musicale moderna. Di notevole successo di pubblico, Ascendancy è annoverato tra gli album che hanno dato una nuova veste al thrash metal moderno, tanto da essere stato definito «il Master of Puppets del nuovo millennio».
L'album è stato ripubblicato il 9 maggio 2006 con quattro tracce e un DVD bonus, contenente il concerto del gruppo all'Astoria di Londra tenutosi il 18 settembre 2005.
Nel 2025 il gruppo si imbarca in un tour in Europa e in Nord America con i Bullet for My Valentine in celebrazione dei 20 anni dalla pubblicazione di Ascendancy e di The Poison (secondo album in studio dei Bullet for My Valentine), chiamato The Poisoned Ascendancy Tour, durante il quale viene suonato l'album nella sua interezza dalla prima traccia all'ultima.

## Tracce
Testi e musiche di Matt Heafy, eccetto dove indicato.
1. The End of Everything – 1:20 (musica: Heafy, Jason Suecof)
2. Rain – 4:11 (musica: Heafy, Corey Beaulieu)
3. Pull Harder on the Strings of Your Martyr – 4:51 (musica: Heafy, Beaulieu, Travis Smith)
4. Drowned and Torn Asunder – 4:17 (musica: Heafy, Beaulieu)
5. Ascendancy – 4:25
6. A Gunshot to the Head of Trepidation – 5:55 (musica: Heafy, Beaulieu)
7. Like Light to the Flies – 5:40 (musica: Heafy, Beaulieu)
8. Dying in Your Arms – 2:53
9. The Deceived – 5:11 (musica: Heafy, Beaulieu)
10. Suffocating Sight – 3:47
11. Departure – 5:41
12. Declaration – 7:00

Traccia bonus nell'edizione speciale britannica
1. Washing Away Me in the Tides – 3:46

Tracce bonus della riedizione del 2006
1. Blinding Tears Will Break the Skies – 5:10
2. Washing Away Me in the Tides – 3:46
3. Master of Puppets (Metallica Cover) – 8:11 (testo: James Hetfield – musica: Hetfield, Lars Ulrich, Kirk Hammett, Cliff Burton)
4. Dying in Your Arms (Video Mix) – 3:05

DVD bonus nella riedizione del 2006
Promo Videos
1. Like Light to the Flies (Video) (musica: Heafy, Beaulieu)
2. Pull Harder on the Strings of Your Martyr (Video) (musica: Heafy, Beaulieu, Smith)
3. A Gunshot to the Head of Trepidation (Video) (musica: Heafy, Beaulieu)
4. Dying in Your Arms (Video)

Live at the London Astoria, 18/09/2005
1. The End of Everything (Intro) – 1:23 (musica: Heafy, Suecof)
2. Rain – 4:21 (musica: Heafy, Beaulieu)
3. Dying in Your Arms – 3:22
4. Like Light to the Flies – 6:23 (musica: Heafy, Beaulieu)
5. A Gunshot to the Head of Trepidation – 6:45 (musica: Heafy, Beaulieu, Smith)
6. Pull Harder on the Strings of Your Martyr – 5:45 (musica: Heafy, Beaulieu)

## Formazione
Trivium
- Matt Heafy – voce, chitarra
- Corey Beaulieu – chitarra, voce secondaria
- Paolo Gregoletto – basso, voce secondaria
- Travis Smith – batteria; cori (traccia 6)

Altri musicisti
- Jason Suecof – assolo di chitarra (traccia 3)
- Chad Sunderland – cori (traccia 6)
- Gizz Butt – cori (traccia 6)

Produzione
- Matt Heafy – produzione
- Jason Suecof – produzione, ingegneria del suono; missaggio (traccia 15)
- Andy Sneap – missaggio, mastering; cori (traccia 6)
- Jeff Weed – assistenza all'ingegneria del suono
- Aaron Caillier – assistenza all'ingegneria del suono
- Mark Lewis – ingegneria del suono (traccia 15)

## Classifiche
| Classifica (2005)         | Posizione massima |
| ------------------------- | ----------------- |
| Stati Uniti               | 151               |
| Stati Uniti (heatseekers) | 4                 |
| Classifica (2006)         | Posizione massima |
| Regno Unito               | 79                |
| Regno Unito (rock)        | 1                 |